# Šmihel na Gosposvetskem polju
Šmihel na Gosposvetskem polju (nemško St. Michael am Zollfeld) je vas in katastrska občina v občini Gospa Sveta na Koroškem Gosposvetskem polju. Kraj je na vzhodnem robu Gosposvetskega polja vzhodno od Breške ceste (B 317). Kraj sestavlja 73 stavb (2001) in ima 177 prebivalcev ( 2023 ). Katastrska občina je velika 335,24 ha in vključuje kraje Šmihel na Gosposvetskem polju, Rotheis, Techmannsdorf in Štrebuncji (nemško Willersdorf) .  Šmihel se prvič omenja leta 1142 kot Neuenhof v Holzgrazu.

## Župnijska cerkev
Župnijska cerkev stoji na severovzhodnem robu vasi na hribu in je posvečena Svetemu Mihaelu. Prvič je omenjena v dokumentu iz leta 1162.
Na ozemlju svetega Mihaela in sosednjega svetega Donata se je  v rimskih časih nahajal vicus, naselje na površini približno treh hektarjev. Nahaja se na križišču Noriške glavne ceste, ki vodi od Virunuma proti severu, in zahodno-vzhodne stranske ceste, ki poteka od območja Lepega Polja na Magdalensko goro. Začetki kraja segajo v zgodnje cesarsko obdobje. Najdbe segajo od druge polovice prve do druge polovice četrtega stoletja n. š.. Nahajal se je približno 2,7 km severno od foruma Virunum, glavnega mesta province Norik. 
Na večjem delu vicusa je takratni cesar Hadrijana zgradil rimsko tempeljsko četrt. Domnevno je bila posvečena Herkulu in cesarjevemu kultu ter spominja provincialni kult cesarja. Tloris je rahlo izkrivljen paralelogram. Na vseh štirih straneh so jezički, ki imajo na notranji strani Portik ki so bili verjetno dostopni z notranjega dvorišča. Na jugu se pred njo nahaja dvorana, rekonstruirana tudi kot portik, v skupni dolžini 38 metrov. Zaradi debeline sten je mogoče domnevati dvonadstropno pozidavo južnega krila. Sredi južne strani je bil vhod, ki je vodil od spodnje ceste do templjskega dela. Sredi zahodne in vzhodne strani sta bila dva Eksedra s polmerom 6,6 metra. Na območju templja je bil Podijev Tempelj. V templjskem delu so našli fragmente marmornih kipov v naravni velikosti.
1. ↑  »Bevölkerung am 1.1.2024 nach Ortschaften (Gebietsstand 1.1.2024)« (ODS). Statistik Austria.
2. 1 2  Statistik Austria: Ortsverzeichnis Kärnten 2001, Wien 2004. ISBN 3-902452-41-2